# Willy Jäggi
Willy Jäggi (Soleura, 28 de julho de 1906 — 1 de fevereiro de 1968) foi um futebolista suíço. Ele competiu na Copa do Mundo FIFA de 1934, sediada na Itália, na qual a seleção de seu país terminou na sétima colocação dentre os 16 participantes.